# Quận Barrow, Georgia
Quận Barrow là một quận trong tiểu bang Georgia, Hoa Kỳ. Quận lỵ đóng ở thành phố Winder 6. Theo điều tra dân số năm 2010 của Cục điều tra dân số Hoa Kỳ, quận có dân số 69367 người 2.